# The Jeff Foxworthy Show
The Jeff Foxworthy Show è una serie televisiva statunitense in 41 episodi trasmessi per la prima volta nel corso di 2 stagioni dal 1995 al 1997, interpretata dal comico Jeff Foxworthy e basata sui suoi spettacoli dal vivo con quest'ultimo che interpreta sé stesso alle prese con la moglie e i figli e con i suoi amici. 
In Italia la serie è tuttora inedita.

## Episodi
| Stagione         | Episodi | Prima TV USA |
| ---------------- | ------- | ------------ |
| Prima stagione   | 18      | 1995-1996    |
| Seconda stagione | 23      | 1996-1997    |

## Personaggi e interpreti

### Personaggi principali
- Jeff Foxworthy (41 episodi, 1995-1997), interpretato da Jeff Foxworthy.
- Matt Foxworthy (35 episodi, 1995-1997), interpretato da Haley Joel Osment.
- Karen Foxworthy (23 episodi, 1996-1997), interpretata da Ann Cusack.
- Big Jim Foxworthy (23 episodi, 1996-1997), interpretato da G. W. Bailey.
- Karen Foxworthy (18 episodi, 1995-1996), interpretata da Anita Barone.

### Personaggi secondari
- Justin Foxworthy (15 episodi, 1996-1997), interpretato da Jonathan Lipnicki.
- Bill Pelton (14 episodi, 1996-1997), interpretato da Bill Engvall.
- Florus Workman (14 episodi, 1996-1997), interpretato da Neil Giuntoli.
- Walt Bacon (13 episodi, 1995-1996), interpretato da Matt Clark.
- Russ Francis (13 episodi, 1995-1996), interpretato da Matthew Borlenghi.
- Elliot (11 episodi, 1995-1996), interpretata da Dakin Matthews.
- Gayle (9 episodi, 1995-1996), interpretato da Debra Jo Rupp.
- Wayne Foxworthy (7 episodi, 1996), interpretato da Jay Mohr.
- Lois (5 episodi, 1995-1996), interpretata da Bibi Besch.
- DeeDee Landrow (5 episodi, 1996), interpretata da Michelle Clunie.
- Craig Lesko (5 episodi, 1995), interpretato da Steve Hytner.
- Sandi (4 episodi, 1995), interpretata da Sue Murphy.
- Nettie (4 episodi, 1996-1997), interpretata da Kathryn Zaremba.
- Andre (4 episodi, 1997), interpretato da Darryl Theirse.
- Livie Ann (3 episodi, 1996), interpretata da Jeanine Jackson.
- Ebb (3 episodi, 1996), interpretato da David Powledge.
- Dennis (2 episodi, 1995-1996), interpretato da Jack Laufer.
- Betty (2 episodi, 1996-1997), interpretata da Paula Sorge.
- Hutch Parker (2 episodi, 1996), interpretato da Robert Desiderio.
- Ernie (2 episodi, 1997), interpretato da Fred Applegate.
- Scooter (2 episodi, 1997), interpretato da Vincent Berry.
- Hank (2 episodi, 1997), interpretato da Louis Martin Braga III.
- Trey (2 episodi, 1997), interpretato da Kevin Crowley.

## Produzione
La serie, ideata da Tom Anderson, fu prodotta da Brillstein-Grey Entertainment. Le musiche furono composte da Craig Stuart Garfinkle e Mike Post.

### Registi
Tra i registi sono accreditati:
- Gil Junger
- Patrick Maloney
- Alan Rafkin
- Andrew Tsao
- Ted Wass

### Sceneggiatori
Tra gli sceneggiatori sono accreditati:
- David Garrett in 23 episodi (1996-1997)
- Tom Anderson in un episodio (1995)
- Ricky Blitt
- Howard Michael Gould
- Norm Gunzenhauser
- Bill Kunstler
- Maxine Lapiduss
- Robert Peacock
- Tom Seeley
- Kathy Ann Stumpe

## Distribuzione
La serie fu trasmessa negli Stati Uniti dal 12 settembre 1995 al 5 maggio 1997 sulla ABC (prima stagione) e sulla NBC (seconda stagione)..
In Italia è inedita.